# آيت فارس (آيت وادريم)
آيت فارس هي إحدى مشيخات المملكة المغربية، تتبع جغرافيا لإقليم شتوكة آيت باها وإداريًا لآيت وادريم. يقدر عدد سكانها بـ 1498 نسمة حسب الإحصاء الرسمي للسكان والسكنى لسنة 2004.